# Voyage Century
Pour les articles homonymes, voir Century.
 (juin 2025).
Motif : Pas trouvé de sources.
- Archive Wikiwix
- Bing
- Cairn
- DuckDuckGo
- E. Universalis
- Gallica
- Google
- G. Books
- G. News
- G. Scholar
- Persée
- Qwant
- (zh) Baidu
- (ru) Yandex
- (wd) trouver des œuvres sur Wikidata

| 1. | Préciser le motif de la pose du bandeau. | Précisez le motif de la pose du bandeau en utilisant la syntaxe suivante : {{admissibilité à vérifier\|date=juin 2025\|motif=remplacez ce texte par le motif}}                      |
| 2. | Informer les utilisateurs concernés.     | Pensez à avertir le créateur de l'article, par exemple, en insérant le code ci-dessous sur sa page de discussion : {{subst:avertissement admissibilité à vérifier\|Voyage Century}} |

Voyage Century Online (航海 世纪 / 王者 世纪) est un MMORPG gratuit développé par Snail Games et édité par IGG. Il y a aussi une distribution européenne du jeu qui passe sous le nom de Bounty Bay Online et qui est d'ailleurs publié par Frogster. Ce jeu qui se déroule dans l'univers de la flibuste se déroule du XVe siècle au XVIe siècle ou on y incarne un navigateur (marchand ou explorateur), corsaire ou flibustier. Nombreuses sont les voies envisageables, avec la possibilité de faire évoluer à la fois son avatar et son bateau. Les relations entre les joueurs sont importantes, aussi bien en ce qui concerne l'artisanat que le jeu en guilde.

## Récompenses
Vingt ans après le Pirates! de Sid Meier, Voyage Century ses coproduits ont fini par donner naissance à un jeu, dont le moteur 3D a été primé au Prix Möbius des multimédias international, ainsi qu'un Golden Plume Award chinois du jeu vidéo, en tant que lauréat du jeu le plus original. D'autres prix ont également été remportés :
- deuxième place à la conférence du 2 septembre 2004 sur les jeux originaux les plus joués sur internet
- prix du jeu le plus innovant le 1er juin 2005.
- premier jeux chinois licencié en Corée classé au top ten coréen des jeux les plus joués pendant plus de 3mois consécutifs
- prix du jeu préféré des joueurs au game award annuel de Tian Di Feng Yun le 24 janvier 2005
- prix de l'expansion internationale 2004 à la première CGIAC (China Game Industry Annual Conference) le 21 janvier 2005

## Le jeu[1]
L'histoire de Bounty Bay Online (ou BBO) se déroule au début du XVIe siècle, et le joueur peut incarner un aventurier ou un marchand afin de rechercher de nouveaux trésors, de nouveaux remèdes, où de nouvelles ressources et découvrir des peuples aux cultures inconnues et porteuses de maints enseignements. Il peut également incarner un pirate, et sillonner les mers et les continents à la recherche de Galion à piller, de nouveaux adversaires, afin de devenir plus fort et plus puissant. Ou encore choisir de devenir un grand artisan, afin de fabriquer armes et objets pour son propre usage ou pour la vente. Le joueur a le choix de prendre un des trois types de navires disponible qui sont personnalisables, équipables et reconstructible en fonction de sa classe. Les actions du joueurs influent sur la situation politique du monde
De nombreuses quêtes sont proposées par des personnages non joueur et sont récompensées par des aptitudes, de l'expérience, des trésors, des cartes où des objets.
Malheureusement en 2024 le bilan est catastrophique par un désintérêt de son éditeur a entretenir son jeu et laisser les serveurs en très mauvais état . A ce jour, la communauté à  disparu ce qui rend impossible a jouer aux futures nouveaux joueurs.  Aucune maintenance d'entretien avec un jeu buger, des NPC non fonctionnel, des textures décaler et un prix boutique qui bat tous les records dans l’excès . C'est aujourd'hui une poignée de joueurs qui dirigent le jeu grâce à des copies et de la duplication . 

### Beyond the Horizon
Beyond the Horizon est la première grosse extension de BBO. En outre une multiplicité de nouveaux contenus de jeux et l’ajout de six nouvelles villes sur les continents sud et nord-américains, on a maintenant la possibilité d’effectuer des détours complets en passant par le cap Horn et le Pacifique.
Cette extension nous conduit d’abord en Amérique du Sud ou nous attendent la légendaire civilisation Maya et ses impressionnantes pyramides ainsi qu’une série captivante de quêtes instanciées. L’extension offre, dans d’autres parties du globe, de nouvelles instances, comme le Labyrinthe de Crète ou les Grottes de Madagascar, disposant chacune de suites de quêtes. Par ailleurs, pour la première fois, cinq classes de personnage sont disponibles. On peut désormais opter pour une carrière de Chasseur de trésors, de Marchand armé, de Garde impérial, d’Officier militaire royal ou de Pirate des Caraïbes. Chaque classe possède son propre domaine de spécialités qui peut être développé avec des points dans un arbre de compétences.
Ce gros patch rajoute aussi 5 navires de niveau 12 disponible dans les six nouvelles villes américaines. Ils seront assortis à la classe de personnages appropriés.
Pour finir, seul ou en guilde, on peut maintenant s'affilier à différentes guildes marchandes, comme par exemple la guilde marchande ibérique ou arabe, nous permettant de participer à des suites de quêtes spéciales, gratifiées par des récompenses exceptionnelles. Les autres points forts de l’extension consistent dans l’ajout d’un système de mariage, de nouveaux costumes, de nouveaux mini-jeux, de 40 nouvelles quêtes principales et de nouveaux familiers. On peut, de plus, se mesurer aux autres joueurs grâce à la mise en place de divers systèmes de classement comme le classement de guilde, des terrains de batailles, des joueurs les plus riches ou des pêcheurs.

## Titres de noblesse
Il existe dans Voyage Century Online 13 titres de noblesse différent dans 5 groupes différents. La quantité d'or demandé et le niveau de réputation et d'amitié requis reste le même pour tous les pays.

### Européens
- Roturier(e) : réputation 0, amitié 4, or 0
- Soldat : réputation 50, amitié 12, or 200
- Héros (Héroïne) : réputation 800, amitié 20, or 3 200
- Chevalier : réputation 4050, amitié 28, or 16 200
- Noble chevalier : réputation 12 800, amitié 36, or 51 200
- Baronnet : réputation 31 250, amitié 44, or 125 000
- Baron(ne) : réputation 64 800, amitié 52, or 259 200
- Vicomte : réputation 120 050, amitié 60, or 480 200
- Comte(sse) : réputation 204 800, amitié 68, or 819 200
- Marqui(se) : réputation 328 050, amitié 76, or 1 312 200
- Duc(hesse) : réputation 500 000, amitié 84, or 2 000 000
- Archiduc(hesse) : réputation 732 050, amitié 92, or 2 928 200
- Prince(sse) : réputation 1 036 800, amitié 100, or 4 147 200

### Japonais
- Roturier(e)
- Samouraï
- Ninja
- Rojin
- Zu Qing Tou
- Leader du groupe
- Shogun
- Zu Qing Général
- SI Général
- Maître ninja
- Jia Lao
- Xiu Lao
- Teno

### Chinois
- Roturier(e)
- Disciple
- Académicien
- Zhanshi
- Docteur
- Xiao Wei
- Assistant du ministre
- Cavalier
- Ministre
- Duwei
- Tai Fu
- Général
- Tai Shi

### Coréens
- Roturier(e)
- Porte-parole des affaires politique
- Du Ti Tiao
- Pan Shu
- Zhi Shi
- Can Pan
- Shang shan
- Gardien
- Can Yi
- Bie Jiang
- Si Jiang
- Grand garde
- Bu Jiang

### Pirates
- Vagabond
- Jambe de bois
- Main de fer
- Dents d'acier
- Œil d'or
- Chacal
- Faucon
- Tigre volant
- Squelette
- Diable
- Hadès
- Grand Pirate
- Roi Pirate